# Kara Ahmed Pascià
Kara Ahmed Pascià (... – Istanbul, 28 settembre 1555) fu Gran Visir dell'Impero ottomano dal 1553 al 1555.

## Biografia
Secondo gran visir di origine albanese, Kara Ahmed Pascià fu nominato gran visir nell'ottobre del 1553 dopo la deposizione di Rüstem Pascià a seguito delle presunte simpatie per il principe Mustafa, figlio del sultano ottomano Solimano il Magnifico, giustiziato il 21 settembre 1553.
Sposato con Fatma Sultan, figlia di Selim I e Hafsa Sultan e sorella di Solimano, da cui ebbe due figlie, guidò le truppe ottomane alla cattura della fortezza ungherese di Temesvár, difesa dalle truppe di István Losonczy, il 26 luglio 1552. Quell'anno, il suo esercito conquistò altri tre castelli (Veszprém, Szolnok e Lipova) prima di fallire nell'assedio di Eger.
Dopo che il sultano Solimano giustiziò il figlio maggiore Şehzade Mustafa, apparve una sorta di insoddisfazione e disordini tra i soldati che incolpavano Rüstem Pascià della morte di Mustafa. Quindi Suleiman licenziò Rüstem Pascià e nominò Kara Ahmed Pascià come suo Gran Visir nell'ottobre 1553. Ma quasi due anni dopo, Kara Ahmed fu strangolato per ordine del Sultano nel settembre 1555. La vera ragione dell'esecuzione sembra risiedere nella volontà di Hürrem Sultan, moglie legale del Sultano, di nominare ancora come gran vizir il genero Rüstem Pascià, che era stato suo alleato nell'obiettivo di garantire la successione a uno dei figli di Hürrem piuttosto che a Mustafa. 
Il 28 settembre 1555 Kara Ahmed Pascià venne strangolato in seguito all'accusa di calunnia verso Ali Pascià, governatore d'Egitto. Dopo la morte di Kara Ahmed, Rüstem Pascià divenne nuovamente il Gran Visir (1555–1561).